# Henrique Oliveira
Henrique Oliveira est un artiste brésilien, né en 1973 à Ourinhos au Brésil. Il a étudié à l'université de São Paulo, dont il est sorti diplômé en 1997. Il développe depuis 2003 des sculptures de grandes tailles sur le thème du bois et du végétal. Il est notamment connu pour ses œuvres Baitogogo, Bololô ou Transarquitetônica. 